# Omphalogramma
Omphalogramma är ett släkte i familjen viveväxter med 15 arter från Asien. Omphalogramma beskrevs ursprungligen som ett undersläkte i vivesläktet men till skillnad från andra små släkten inom familjen viveväxter har Omphalogramma ännu inte visats vara en del av vare sig Primula eller Androsace. . 
Omphalogramma har en rosett av breda blad och en bladlös stjälk, som även saknar stödblad under blomman. (Viveväxter har ofta mycket stora stödblad.) Stjälken har bara en blomma som är lutande, zygomorf och sex-talig, vilket avviker från övriga viveväxter som är fem-taliga. Bladen har glandler.

## Fotnoter
1. ↑  Trift I., Anderberg A. A. and Källersjö M. 2002. The monophyly of Primula (Primulaceae) evaluated by analysis of sequences from the chloroplast gene rbcL. Systematic Botany 27(2):396-407